# South Russell
South Russell is een plaats (village) in de Amerikaanse staat Ohio, en valt bestuurlijk gezien onder Geauga County.

## Demografie
Bij de volkstelling in 2000 werd het aantal inwoners vastgesteld op 4022.
In 2006 is het aantal inwoners door het United States Census Bureau geschat op 3986, een daling van 36 (-0.9%).

## Geografie
Volgens het United States Census Bureau beslaat de plaats een oppervlakte van
10,1 km², waarvan 10,0 km² land en 0,1 km² water. South Russell ligt op ongeveer 326 m boven zeeniveau.

## Plaatsen in de nabije omgeving
De onderstaande figuur toont nabijgelegen plaatsen in een straal van 8 km rond South Russell.